# Kraft Heinz
The Kraft Heinz Company là một công ty thực phẩm Hoa Kỳ trên toàn thế giới, được hành thành do sự sáp nhập của Kraft Foods Group và Heinz vào 2015. Sự sáp nhập được hỗ trợ bởi 3G Capital và Berkshire Hathaway, đầu tư 10 tỉ USD vào thương vụ này, làm cho giá trị của Kraft Heinz lên tới 46 tỉ USD. Vào năm 2015, Kraft Heinz Company có 13 thương hiệu khác nhau với doanh thu hàng năm từ 500 triệu USD trở lên.

## Sáp nhập
Thương vụ sáp nhập đã được các ban giám đốc của cả hai công ty đồng ý với sự chấp thuận của các cổ đông và các cơ quan quản lý. Công ty mới trở thành công ty thực phẩm và nước giải khát lớn thứ năm trên thế giới và lớn thứ ba ở Hoa Kỳ. Công ty có trụ sở ở cả Pittsburgh và Chicago. Việc sáp nhập được hoàn thành vào ngày 2 tháng 7 năm 2015.
Trong vụ sáp nhập này, cổ đông của Kraft đã nhận được 49% cổ phần trong công ty mới, cộng với khoản cổ tức một lần trị giá 16.50 USD mỗi cổ phần. Fortune báo cáo rằng sự tăng trưởng chậm chạp của Kraft tại thị trường Mỹ là do người tiêu dùng chuyển sang các thành phần tự nhiên và hữu cơ.
Alex Behring, đối tác quản lý của 3G Capital, là chủ tịch của công ty mới; Bernardo Hees, cũng là đối tác của 3G Capital và giám đốc điều hành (CEO) của Heinz, là CEO của công ty mới; và John Cahill, CEO của Kraft, là phó chủ tịch của công ty mới.
Vụ sáp nhập không ảnh hưởng tới quyền đặt tên cho Heinz Field, sân nhà của Pittsburgh Steelers.
Vào ngày 17 tháng 2 năm 2017, Kraft Heinz đã đưa ra lời đề nghị tiếp cận trị giá 143 tỉ USD để mua lại công ty đa quốc gia Anh-Hà Lan Unilever, một đối thủ cạnh tranh lớn đáng kể với hơn 126,000 nhân viên và doanh thu lớn hơn 24 tỉ bảng so với Kraft Heinz.  Unilever đã từ chối đề xuất ban đầu. Việc tiếp quản bị hủy bỏ ngay vào ngày 19 tháng 2 khi Thủ tướng Anh Theresa May ra lệnh kiểm soát thương vụ.